# Link Wray

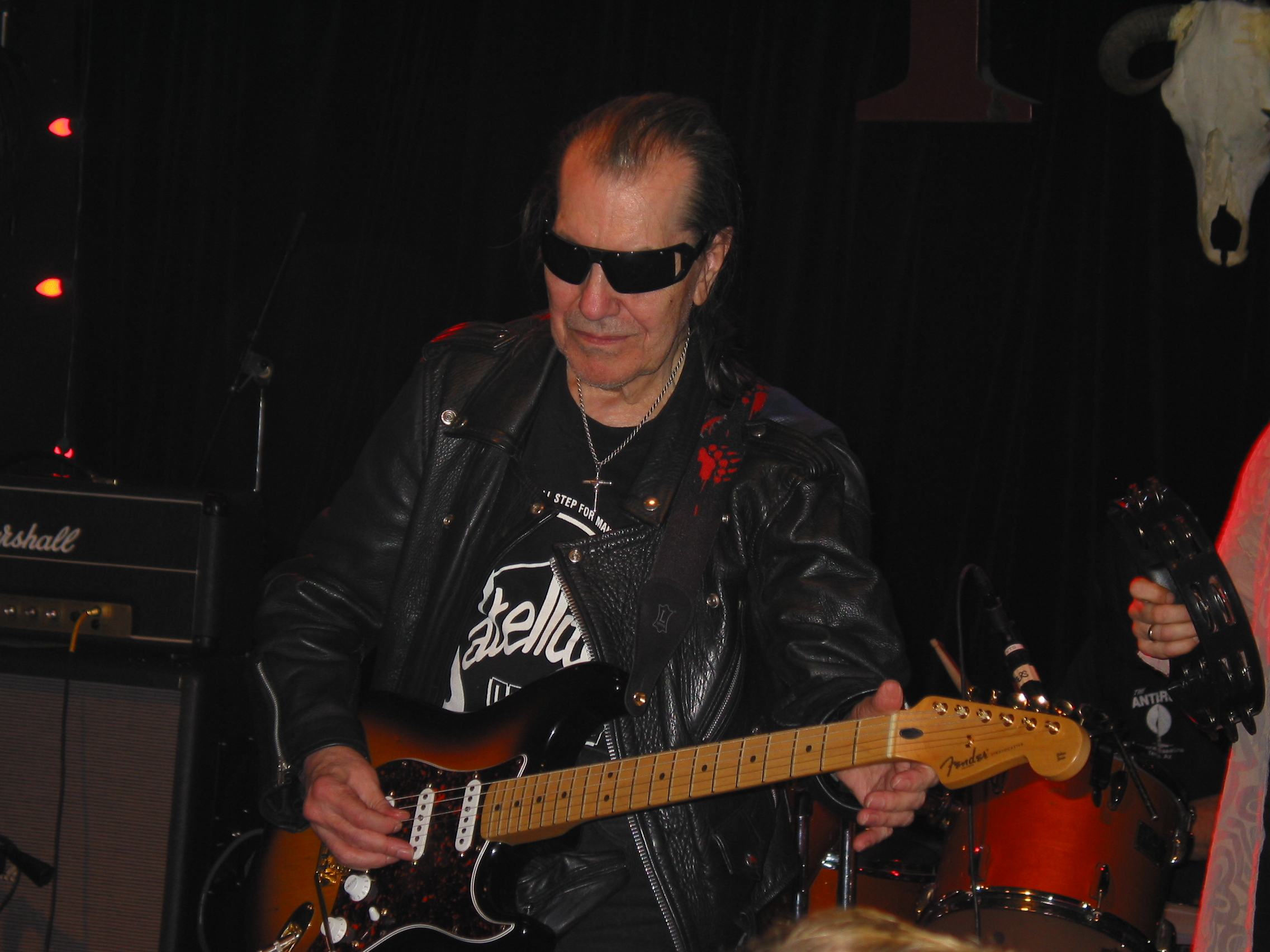
Link Wray (2005)

Fred Lincoln „Link“ Wray Jr. (* 2. Mai 1929 in Dunn, North Carolina; † 5. November 2005 in Kopenhagen, Dänemark) war ein US-amerikanischer Gitarrist. Weltberühmt wurde er mit dem Instrumentalstück Rumble, mit dem seine Band Link Wray & His Wray Men 1958 Platz 16 in den Billboard Hot 100 erreichten. Der Name (deutsch: Aufruhr) und die raue Anmutung des Stücks führte zu dessen Boykott bei einigen Rundfunksendern – eine ungewöhnliche Maßnahme für eine Instrumentalmusik.

## Leben und Werk
Link Wray wuchs im US-Bundesstaat Arizona auf. Im Alter von acht Jahren hörte er dort zum ersten Mal eine Slide-Gitarre eines schwarzen Spielers namens „Hambone“. Seine Familie zog später in einen Vorort von Washington D.C. Er nahm am Koreakrieg teil, wo er sich eine Tuberkulose zuzog und einen Lungenflügel verlor. Da er in der Folge über einen längeren Zeitraum nicht singen konnte, spezialisierte er sich auf Instrumentalstücke. Wray und seine Brüder Doug und Vernon hatten bereits einige Jahre die Country-Stilrichtung Western Swing gespielt, ehe sie als Hausband bei Milt Grant’s House Party anheuerten, der Washingtoner Version des American Bandstands. Dort begleiteten sie viele Künstler, darunter Fats Domino und Ricky Nelson. Als sie ein Arrangement für das Stück The Stroll von The Diamonds ausprobierten, entwickelten sie den kraftvollen Blues Rumble, den sie seinerzeit noch Oddball nannten. Das Stück kam beim Live-Publikum sofort sehr gut an, so dass bis zu vier Zugaben am Abend gefordert wurden.
Schließlich wurde der Produzent Archie Bleyer vom Plattenlabel Cadence Records auf den Titel aufmerksam. Bleyer mochte das Stück nicht, allerdings gefiel dessen Tochter die Nummer, die sie an das Musical West Side Story erinnerte, weshalb sie ihn umbenannte. Rumble wurde ein großer Hit nicht nur in den Vereinigten Staaten, sondern auch in Großbritannien, wo er viele Bands wie die Yardbirds und The Who beeinflusste. Der Who-Gitarrist Pete Townshend schrieb 1974 als Begleittext für ein Album Link Wrays “He is the king; if it hadn’t been for Link Wray and ‘Rumble’, I would have never picked up a guitar.” Der Gitarrist Neil Young wurde zitiert mit “If I could go back in time and see any band, it would be Link Wray and the Wraymen.”
In den späten 1950er und frühen 1960er Jahren konnte die Band noch mehrere harte Instrumental-Hits landen, darunter Rawhide, Ace of Spades und Jack the Ripper, ohne allerdings wieder die Top-20 der Charts zu erreichen. Wrays Karriere glich seitdem einem ständigen Auf und Ab, Phasen des Rückzugs wechselten mit neuer Popularität ab, vor allem in Europa. Mit Robert Gordon ging er auf Tournee und nahm einige Alben im Retro-Rockabilly-Stil auf. Mit der Band Dieselhed aus San Francisco ging er unter eigenem Namen auf Tour.
Seine Musik wurde in vielen Filmen, wie Desperado, Independence Day, 12 Monkeys, Blow und Pink Flamingos verwendet. Seine im Soundtrack zu Quentin Tarantinos Film Pulp Fiction zu hörenden Musikstücke führten in den 1990er Jahren, zusammen mit der auch dort verwendeten Musik von Dick Dale, zu einem Surfmusik-Revival.
Link Wray hatte indianische Vorfahren aus dem Volk der Shawnee. Drei seiner Titel sind nach Stämmen der amerikanischen Ureinwohner benannt: Shawnee, Apache und Comanche. Sein fünf Jahre älterer Bruder Vernon Aubrey Wray war ebenfalls Musiker; er trat unter den Namen Lucky Wray oder Ray Vernon auf.
Der Rolling Stone listete Wray 2011 auf Rang 45 der 100 größten Gitarristen aller Zeiten. In einer Liste aus dem Jahr 2003 belegte er Rang 67.
2023 wurde Link Wray in die Rock and Roll Hall of Fame aufgenommen.